# Cité de la Création

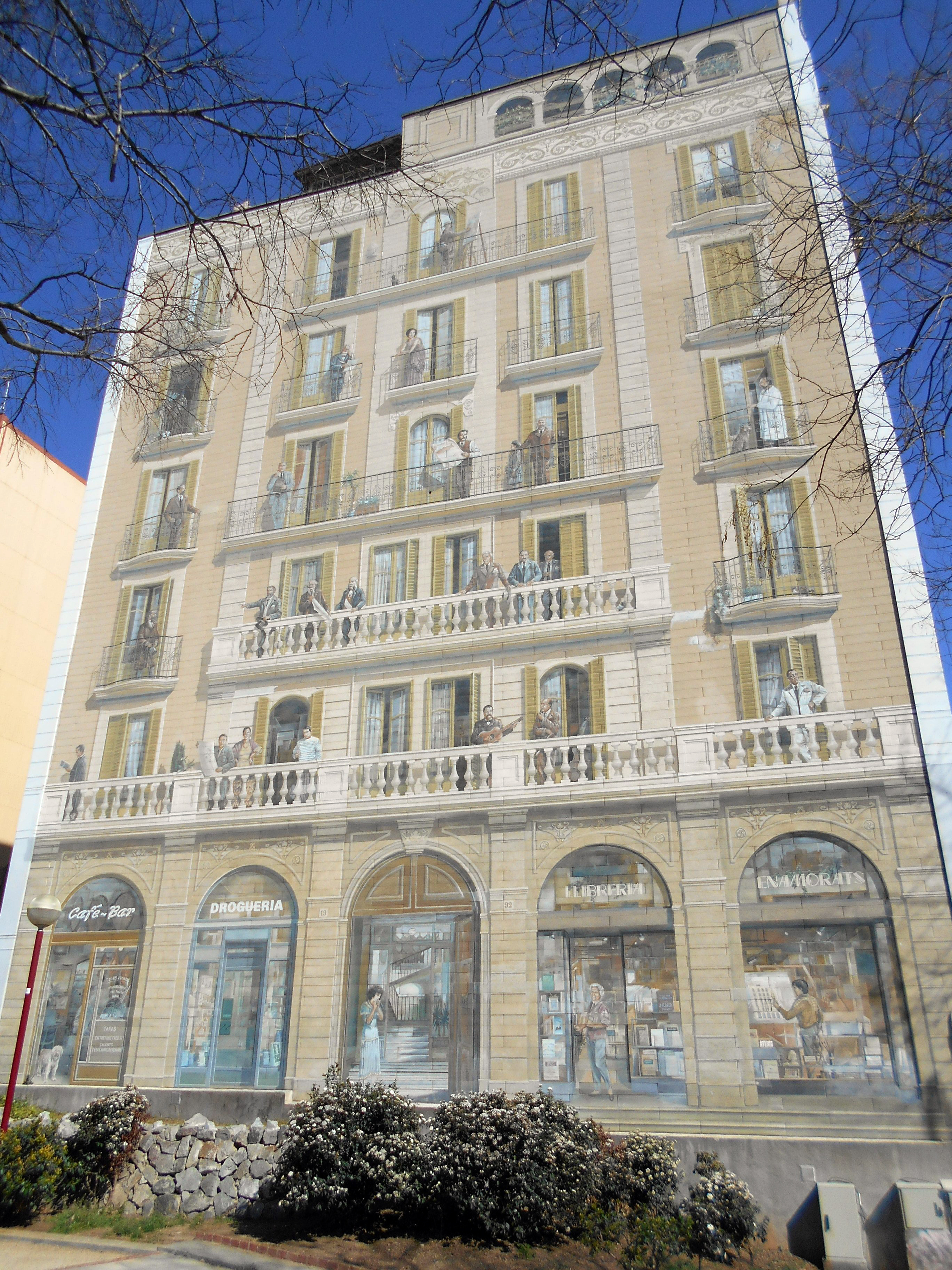
Balcons de Barcelona (1992), de Cité de la Création, plaça de Pablo Neruda (Barcelona).

Cité de la Création o CitéCréation es tracta d'un grup d'artistes format a Lió l'any 1978, amb seu a Oullins, especialitzat a dur a terme grans murals de trompe l'oeil primer a la seva regió i després a ciutats de tots els països. Es va convertir en cooperativa l'any 1986, amb un equip de treball de dotze persones fixes, i n'ocupa a unes quaranta més per any als diferents llocs per on treballa. Van ser guardonats amb el premi Decenni Cultural, que atorga la UNESCO.

## Murals
Les seves obres tenen sempre una connexió amb la història del lloc on els pinten. Per regla general són pintades en parets en blanc. Alguns com el Fresque des Lyonneis, es retoquen d'acord amb els esdeveniments de notícies més actuals.
Un dels murals que els va proporcionar més fama va ser el Mur des Canuts, situat en el bulevard des Canuts a Lió, aquest fresc va ser un dels seus primers projectes i continua essent una de les seves principals obres. Aquesta pintura va ser realitzada el 1986 i reformada el 1997 i el 2012 té una extensió de 1200 m². El 29 d'octubre de 2003 es va inaugurar el mural de La Sarra, també a Lió, amb 3000 m² de paret pintada, és el que ha destronat en aquesta ciutat a l'anterior des Canuts.

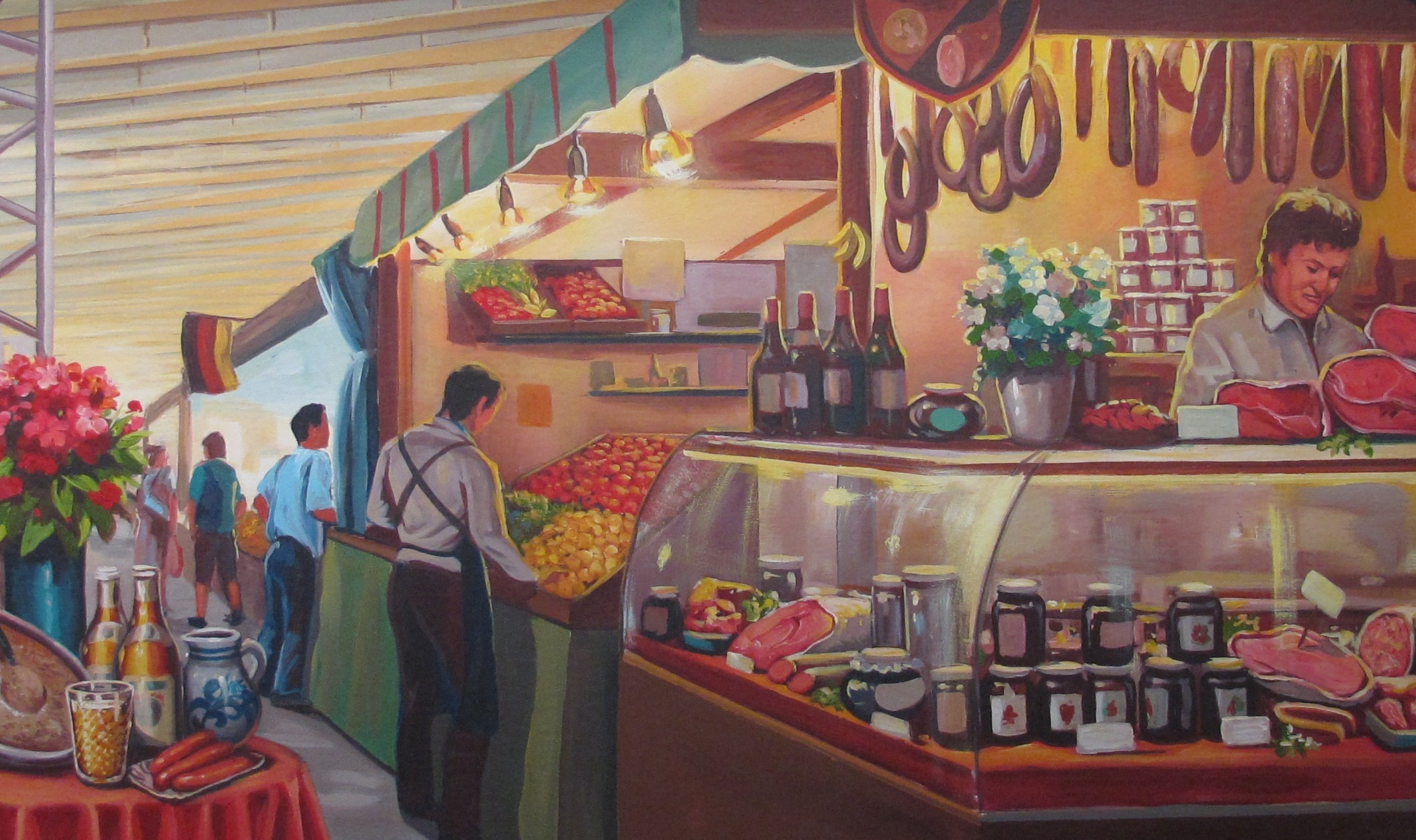
Estació de metro a Frankfurt
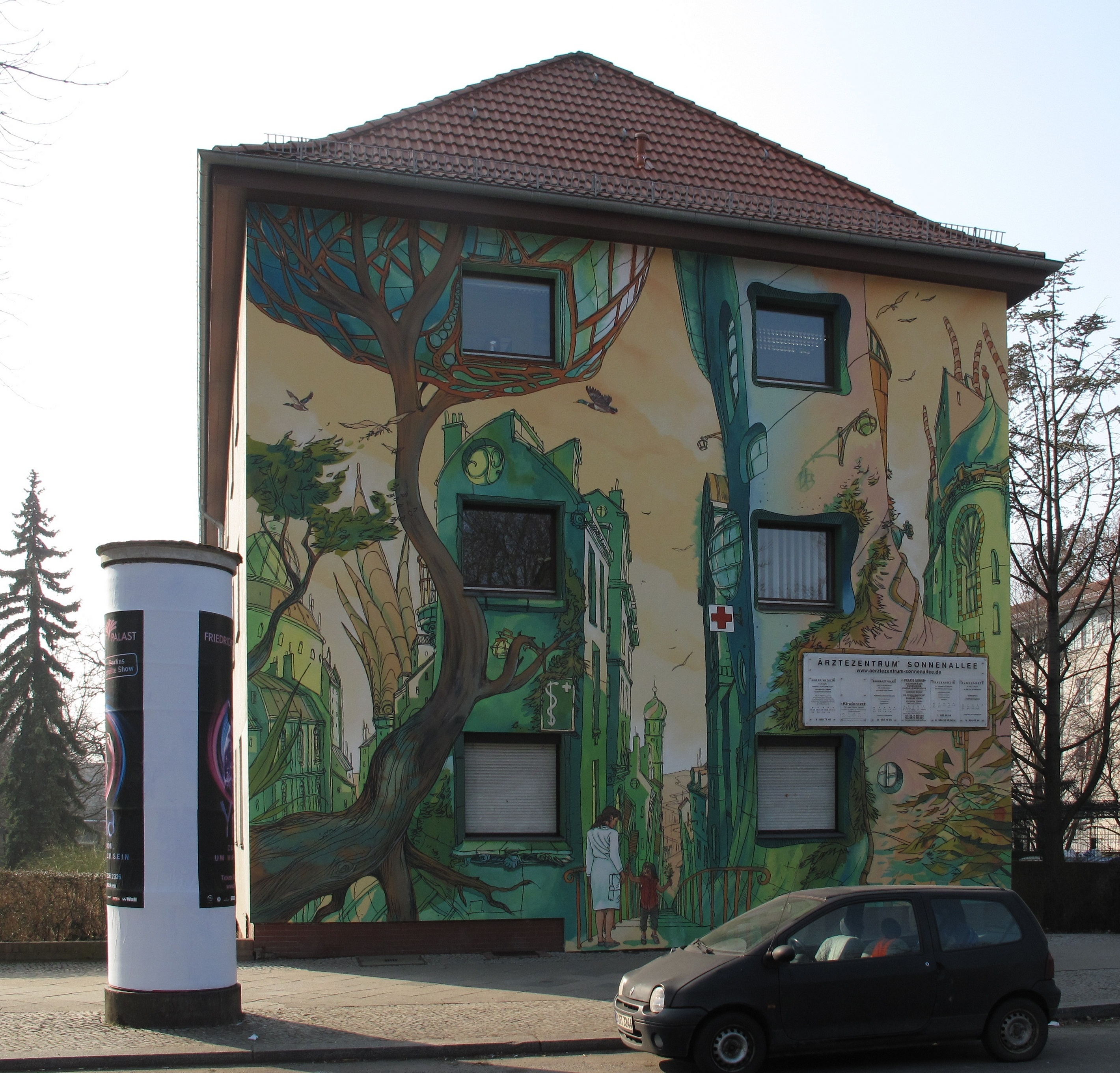
Mural a Berlín
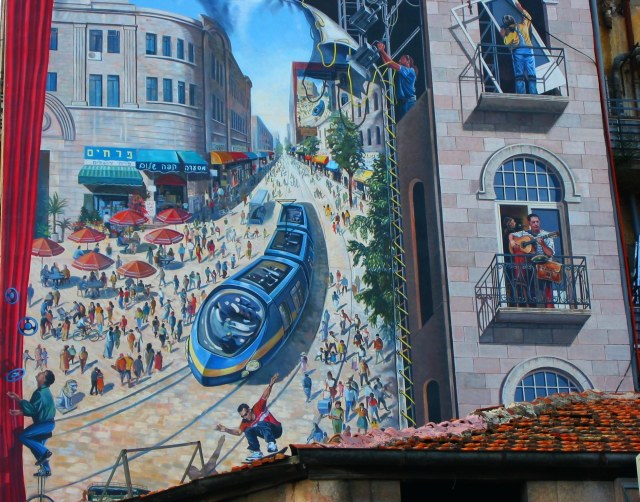
Mural a Jerusalem

### Barcelona
El 1991, l'ajuntament de Barcelona va decidir encarregar a Cité de la Création la realització del mural a l'estil trompe l'oeil sobre una paret mitgera de 450 m² a l'actual plaça de Pablo Neruda, l'obra titulada Balcons de Barcelona, aquesta obra reprodueix una façana pròpia del barri de l'Eixample de principi del segle xx, als balcons de la qual es mostren prop de trenta personatges relacionats amb la política i cultura barcelonina.